# Istorija Islanda
Zabeležena istorija Islanda počinje sa naseljavanjem Vikinških istraživača i njihovog roblja sa istoka, posebno Norveške i Britanskih ostrva, u kasnom devetom veku. Island je bio nenaseljen dugo nakon naseljavanja ostatka Zapadne Evrope. Zabeleženo naseljavanje je konvencionalno datirano na 874, mada arheološka evidencija ukazuje na to da su keltski monasi iz Irske, poznati kao papari prema sagama, naselili Island pre tog vremena.
Zemlja se bila brzo naseljena, uglavnom Norvežanima koji su bežali od sukoba ili tražili novo zemljište za farme. Do 930, plemenski poglavari su uspostavili jedan vid upravljanja, Alting, što se smatra jednim od najstarijih parlamenata na svetu. Pri kraju desetog veka, hrišćanstvo je dospelo do Islanda putem uticaja Norveškog kralja Ulava |I Trigvasona. Tokom tog vremena, Island je ostao nezavistan, što je period poznat kao Stari komonvelt, i Islandski istoričari su počeli da dokumentuju nacionalnu istoriju u knjigama koje se nazivaju Sage o Islanđanima. U ranom trinaestom veku, unutrašnji konflikt poznat kao epoha Sturlungova oslabio je Island, koji je vremenom postao podređen Norveškoj putem Starog sporazuma (1262–1264), efektivno okončavajući komonvelt. Norveška je kasnije bila ujedinjena sa Švedskom (1319) i zatim Danskom (1376). Na kraju su sve nordijske države ujedinjene u jedan savez, Kalmarsku uniju (1397–1523), ali je nakon raspada saveza Island pao pod dansku vladavinu. Kasniji strogi Dansko-islandski trgovinski monopol tokom 17. i 18. veka je bio štetan za privredu. Rezultirajuće siromaštvo u Islandu je pogoršano teškim prirodnim katastrofama kao što su Moduhardindin ili „Maglena tegoba”. Tokom tog vremena, populacija je opala.
Island je ostao deo Danske, ali je u skladu s usponom nacionalizma širom Evrope u devetnaestom veku, nastao pokret za nezavisnost. Alting, koji je bio suspendovan 1799, bio je ponovno uspostavljen 1844, i Island je stekao suverenitet nakon Prvog svetskog rata, dana 1. decembra 1918. Međutim, na Islandu se zadržala Danska monarhija do Drugog svetskog rata. Mada je Island bio neutralan u Drugom svetskom ratu, Ujedinjeno Kraljevstvo je izvršilo invaziju i mirnim putem ga okupiralo 1940. godine da bi se prečili nacističku okupaciju, nakon što je Danska pala pod kontrolu nemačkog Vermahta. Zbog strateške pozicije Islanda u Severnom Atlantiku, saveznici su držali ovo ostrvo pod okupacijom do kraja rata, Sjedinjene Države su preuzele okupacione dužnosti od Britanaca 1941. godine. Tokom 1944. godine, Island je raskinuo svoje preostale veze sa Danskom (koja je još uvek bila pod nacističkom okupacijom) i deklarisao se kao potpuno nezavisna nacija. Nakon Drugog svetskog rata, Island je bio osnivački član Ujedinjenih nacija i Organizacije Severnoatlantskog sporazuma . Njegova ekonomija je ubrzano rasla uglavnom kroz ribolov, iako je to bilo narušeno sporovima s drugim narodima.
Nakon brzog finansijskog rasta, došlo je do Islandske finansijske krize 2008–11. Island i dalje ostaje izvan Evropske unije.
Zbog svoje udaljenosti, Island je bio pošteđen razaranja tokom evropskih ratova, ali je bio pogođen drugim spoljašnjim događajima, kao što su Crna smrt i Protestantska reformacija koju je nametnula Danska. Islandska istorija je isto tako bila obeležena brojnim prirodnim katastrovama.
Island je relativno mlada zemlja u geološkom smislu, formirana pre oko 20 miliona godina serijom vulkanski erupcija u Srednjoatlanskom grebenu, koja se još uvek uvećava putem novih vulkanskih erupcija. Najstariji uzorci stena nađeni na Islandu potiču od pre oko 16 miliona godina.

## Naseljavanje i samouprava
Prvi useljenici na ostrvo su bili irski monasi koji dolaze potkraj 7. veka. U 9. veku otkrivaju ga Vikinzi (874. godine spominje se dolazak norveških Vikinga Ingolfura Arnarsona) koji ga nazivaju Island (islandski: Ledena zemlja). Od 9. do 10. veka ostrvo nastanjuju iseljenici iz Norveške, Irske i Škotske te sa obližnjih ostrva. U 10. veku Vikinzi s Islanda otkrivaju Grenland i obale Severne Amerike (Lejf Erikson). Istodobno na Island prodire hrišćanstvo, a uspostavljena crkvena organizacija pod direktnom je upravom norveških nadbiskupa. Tada se postupno ustrojava društveni sistem, a oko 930. osnovano je predstavničko telo Alting (Alþingi) (jedno od najranijih u Evropi) u kojemu prevagu imaju predstavnici vojničkih klanova. Godine 1262. Island dolazi pod vlast norveških vladara (Hakon IV), a proglašenjem Kalmarske unije (1397) dolazi pod vlast Danske.

## Danska uprava
Za vreme danske vladavine ukinuta je samouprava, ostrvom upravljaju namesnici iz Danske, a privreda stagnira. Stanje se delomično popravlja tek kada je Danska za svog namesnika na Islandu imenovala Islanđanina Skulija Magnusona (1711–1794). Godine 1784. Danska uprava ukida Alting.
Najveća vulkanska katastrofa u istoriji Islanda zabeležena je 1783.-1784. godine, kada je vulkan Laki pokrio 500 kvadratnih kilometara ostrva lavom, pri čemu je izginula stoka, nakon čega je od gladi umrlo 9.000 ljudi.
Kielskim mirom 1814. godine Island je ostao pod danskim vrhovništvom, a od 1834. godine zastupan je u Danskom parlamentu.

## Borba za nezavisnost
Sredinom 19. veka pokret za nezavisnost Islanda predvodi Jon Sigurdson. Godine 1843. obnovljen je Alting, ali samo kao savetodavno telo danskog kralja. Godine 1851. Island je proglašen sastavnim delom Danske. Pokret za odceplje jača početkom 20. veka i 1918. godine Island je sa Danskom vezan samo personalnom unijom.
U aprilu 1940. ostrvo su zauzele britanske snage kako bi se sprečila nemačka okupacija. Iste godine Island se proglašava nezavisnim. Islandsko ministarstvo, na čelu sa Svejnom Bjornsonom kao regentom, preuzima vlast. Godine 1944. nakon referenduma proglašena je Nezavisna Republika Island, a Svejn Bjornson je postao njen prvim predsednik.

## Nezavisna Republika Island
Godine 1946. na Islandu se podiže velika američka vojna vazduhoplovna baza Keblavik, a 1949. godine Island pristupa NATO savezu.
Od 1959. do 1971. na vlasti su koalicijske vlade Stranke neovisnosti i socijaldemokrata, a od 1971. vlade levičarskih stranaka. Zbog nerešenih granica teritorijalnih voda (prava na ribolov) Island je vodio sporove s Velikom Britanijom (tzv. Bakalarski rat 1970-ih).
Godine 1991, nakon manjinske pobede na izborima, Stranka nezavisnosti koju je vodio David Odson je formirala koalicijsku vladu sa Socijaldemokratima. Ova vlada je vodila liberalnu politiku, privatizirala je veće i manje državne firme, ostvarila privrednu stabilnost i smanjila dotadašnju hroničnu inflaciju. Island je postao članicom EEA 1994. godine.

## Finansijska kriza iz 2008.–2009.
U drugoj polovini 2008. godine u islandu je izbila najveća finansijska kriza u istoriji te države.

## Događaji koji su označili kraj finansijske krize u Islandu
Dana 26. januara 2009. dotadašnji premijer Islanda Geir Harde podneo je ostavku koalicijske vlade predsedniku Islanda Olafuru Ragnaru Grimsonu. Ovaj događaj je usledio nakon što su u Islandu već 16 nedelja trajali protesti protiv vlade, jer nije uspela da sanira finansijsku krizu koja je izbila u drugoj polovini 2008. godine, a koji su se pojačali nakon 20. januara 2009. godine.
Nakon razgovora s vođama 5 stranaka zastupljenih u Altingu predsednik Islanda je zamolio Socijaldemokratski savez i Levo-zeleni pokret da sastave novu vladu, te da se pripreme za izbore na proleće.
Za novog premijera nove vlade imenovana je dotadašnja ministarka socijalnih poslova i socijalne sigurnosti Jouhana Sigurdardoutir, između ostalog zbog njene popularnosti u široj javnosti te njezinih dobrih odnosa sa Levo-zelenim pokretom. Anketa koju je sprovela Galup organizacija u decembru 2008. pokazala je da 73% građana Islanda odobrava njene odluke kao ministarke, i to više nego bilo kojeg drugog člana kabineta. Uz to, ona je bila jedini ministar koji je popravio svoju poziciju u anketama u 2009. godini spram onih koje su provedene u 2008. godini.
Novoj je vladi trebala potpora Progresivne stranke u Altingu. Pregovori su se nastavili sve do večeri 31. januara 2009, tako da je nova vlada imenovana 1. februrara 2009. Nezavisne ankete su pokazale kako Jouhana i Steingrimur J. Sigfuson, vođa levo-zelenog pokreta, koja je bila druga stranka u koalicijskoj vladi, uživaju veliku potporu izvan svojih vlastitih stranaka.
Izbor Jouhane Sigurdardoutir za novog premijera Islanda je istorijski događaj iz više razloga. Prvi razlog je taj što je ona prva žena koja je došla na ovaj položaj, tj. na čelo ove države u celokupnoj istoriji Islanda. Drugi razlog je da se Jouhana otvoreno deklariše kao lezbijka, čime je postala prva homoseksualna osoba u modernoj istoriji (novi vek) koja je došla na čelo neke države.

## Literatura
- Opća i nacionalna enciklopedija br. 9., Večernji list d. d., Zagreb. 2006.  978-953-7224-09-0 неважећи .
- Axel Kristinsson. "Is there any tangible proof that there were Irish monks in Iceland before the time of the Viking settlements?" (2005) in English in Icelandic
- Bergsteinn Jónsson and Björn Þorsteinsson. "Íslandssaga til okkar daga" Sögufélag. Reykjavík. (1991) (in Icelandic).  978-9979-9064-4-5.
- Byock, Jesse. Medieval Iceland: Society, Sagas and Power University of California Press. 1988.  978-0-520-06954-1..  978-0-226-52680-5.
- Guðmundur Hálfdanarson;„Starfsmaður | Háskóli Íslands”. Hug.hi.is. Архивирано из оригинала 12. 02. 2009. г. Приступљено 31. 1. 2010. "Historical Dictionary of Iceland" Scarecrow Press. Maryland, USA. 1997.  978-0-8108-3352-4.
- Gunnar Karlsson. "History of Iceland" University of Minneapolis. 2000.  978-0-8166-3588-7. „The History of Iceland (Gunnar Karlsson) – book review”. Dannyreviews.com. Приступљено 31. 1. 2010.
- Gunnar Karlsson. "Iceland's 1100 Years: History of a Marginal Society". Hurst. London. 2000.  978-1-85065-420-9..
- Gunnar Karlsson. "A Brief History of Iceland". Forlagið 2nd ed. 2010. Trans. Anna Yates. 2000.  978-9979-3-3164-3.
- Helgi Skúli Kjartansson; „Helgi Skúli Kjartansson”. Starfsfolk.khi.is. 26. 9. 2004. Архивирано из оригинала 2. 2. 2009. г. Приступљено 31. 1. 2010. "Ísland á 20. öld". Reykjavík. 2002.  978-9979-9059-7-4.
- Sverrir Jakobsson. ‘The Process of State-Formation in Medieval Iceland’, Viator. Journal of Medieval and Renaissance Studies 40:2 (Autumn 2009), 151–70.
- Sverrir Jakobsson. The Territorialization of Power in the Icelandic Commonwealth, in Statsutvikling i Skandinavia i middelalderen, eds. Sverre Bagge, Michael H. Gelting, Frode Hervik, Thomas Lindkvist & Bjørn Poulsen (Oslo 2012), 101–18.
- Hjálmarsson, Jón R. (2009). History of Iceland: From the Settlement to the Present Day. Reykjavik: Forlagið Publishing. ISBN 978-9979-53-513-3.
- Sigurður Gylfi Magnússon. Wasteland with Words. A Social History of Iceland (London: Reaktion Books, 2010)
- Miller, William Ian; „University of Michigan Law School Faculty & Staff”. Cgi2.www.law.umich.edu. 24. 10. 1996. Архивирано из оригинала 2. 2. 2009. г. Приступљено 31. 1. 2010. Bloodtaking and Peacemaking: Feud, Law, and Society in Saga Iceland. University Of Chicago Press. 1997.  978-0-226-52680-5.

## Spoljašnje veze
- Istorija Islanda
- Istorija Islanda na Enciklopediji naroda